# Fotogenia
Fotogenia é a forma de se ver através da imagem fotográfica.

## Considerações
Algumas pesquisas mostram que todas as pessoas são fotogênicas. Ocorre que alguns  elementos podem influenciar uma foto: o fotógrafo, o ângulo da modelo, o humor da modelo no momento da  foto, ou outro fator que levam a um resultado não satisfatório.
Fatores técnicos, também podem contribuir. A utilização de lentes 90 mm , ou superiores retratam melhor um rosto.
- é a arte das fotos que exibe uma pessoa em determinado angulo melhor um perfil que seja o lado melhor da foto.
- A teoria da fotogenia: A mensagem conotada está na própria imagem, "embelezada" por técnicas de iluminação, impressão e tiragem.

Fotogenia segunto Jean Epstein: Qualquer aspecto, seja de seres ou objetos, cujo caracter moral é realçado pela reprodução cinematográfica. A fotogenia está para o cinema assim como a cor para a pintura.